# إيزابيلا كاميرا دافليتو
إيزابيلا كاميرا دافليتو (بالإيطالية:Isabella Camera d'Afflitto) مترجمة أكاديمية إيطالية. تعتبر واحدة من المستعربين الرواد في إيطاليا. تُدرس الأدب العربي الحديث في جامعة لا سابينزا في روما، ولقد كتبت العديد من الكتب والمقالات العلمية حول هذا الموضوع.